# Delaware-i Egyetem
A Delaware-i Egyetem (University of Delaware (más néven UD vagy UDel) állami egyetem Newarkban, az Egyesült Államok Delaware államának északi részén. Ez Delaware legnagyobb egyeteme. A newarki főkampusz mellett Doverben, Georgetownban, Lewesben és Wilmingtonban is vannak fiókintézmények. A Delaware-i Egyetem az Egyesült Államok egyik legjobb állami egyeteme, az úgynevezett Public Ivy. Különösen a biokémia és kémiai kutatásairól és oktatási tevékenységéről ismert.

## Története
Az egyetemet 1743-ban Francis Alison presbiteriánus miniszter nyitotta meg Szabadiskola néven. 1833-ban az iskolát Delaware állam főiskolaként ismerte el Newark College néven, és végül 1843-ban átkeresztelték Delaware College-ra . Az 1913-ban alapított Delaware Women's College-dzsal való egyesülése után 1921-ben kialakult a mai egyetem.

## Diáksága számokban
2020 őszén 23 613 hallgató iratkozott be az egyetemre. Ebből 19 328-an (81,9 %) megszerezték első diplomájukat. Ebből 58% volt nő és 42% férfi; 5% ázsiainak, 6% afroamerikainak és 9% spanyol/latin ajkúnak vallotta magát. 4285 (18,1%) második diploma megszerzésén dolgoztak.
2012-ben 21 856 hallgatója volt.

## Főiskolai sportok
A UD atlétikai csapatait Fightin' Blue Hensnek hívják. Az iskola a Coastal Athletic Association tagja a 2024–25-ös tanévben, majd csatlakozik a Conference USA-hoz.

## Híres itt végzettek és professzorok
- Telkes Mária (1900–1995) – fizikus, a „Napkirálynő”
- Clifford Brown (1930–1956) – dzsesszmuzsikus (abszolutóriummal)
- Chris Christie (* 1962) – New Jersey kormányzója
- Joe Biden (* 1942) – az USA 46. elnöke
- Thomas R. Carper (* 1947) – szenátor
- Elena Delle Donne (* 1989) – kosárlabda-játékosnő
- Joe Flacco (* 1985) – negyedhátvéd
- Alice Cooney Frelinghuysen (* 1954) – művészettörténész, múzeumkurátor
- Rich Gannon (* 1965) – negyedhátvéd
- Sean Hakes – negyedhátvéd
- Ralph E. Kleinman (1929–1998) – matematikaprofesszor
- Scott Levy, azaz Raven(wd) – pankrátor
- Thomas McKean (1734–1817) – az Amerikai Egyesült Államok függetlenségi nyilatkozata aláírója
- Louis McLane (1786–1857) – szenátor, pénzügyminiszter, külügyminiszter
- Matt Nagy (* 1978) – futballedző
- Adam Osborne (1939–2003) – informatikai úttörő
- Nina Roscher (1938–2001) – vegyész, főiskolai tanárnő
- George Thorogood (* 1950) – blues-rock-énekes
- Paul Worrilow (* 1990) – labdarúgó
- Doreen Bogdan-Martin (* 1966) – a Nemzetközi Távközlési Egyesület (ITU) főtitkára

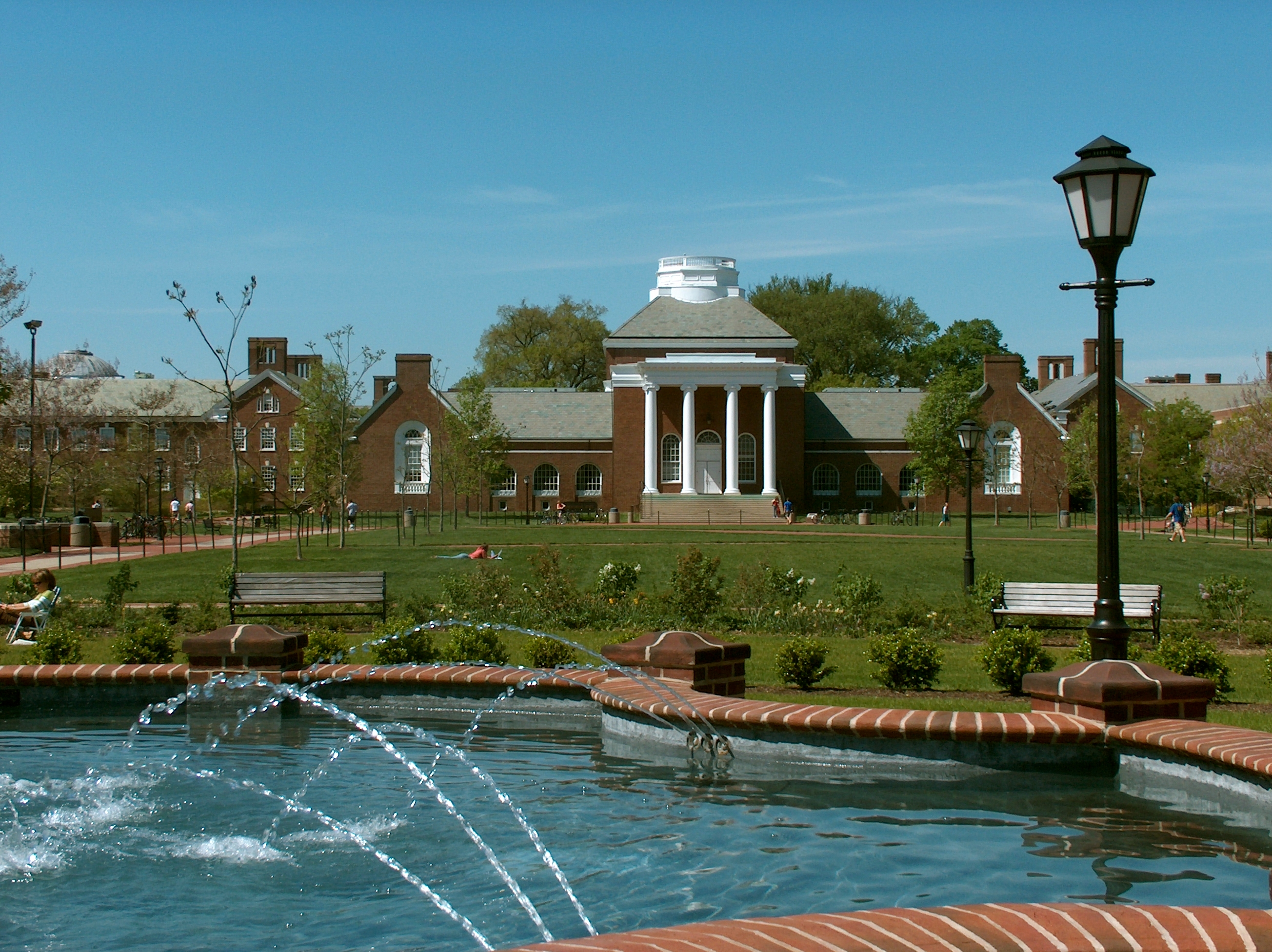
A UD Memorial Hall
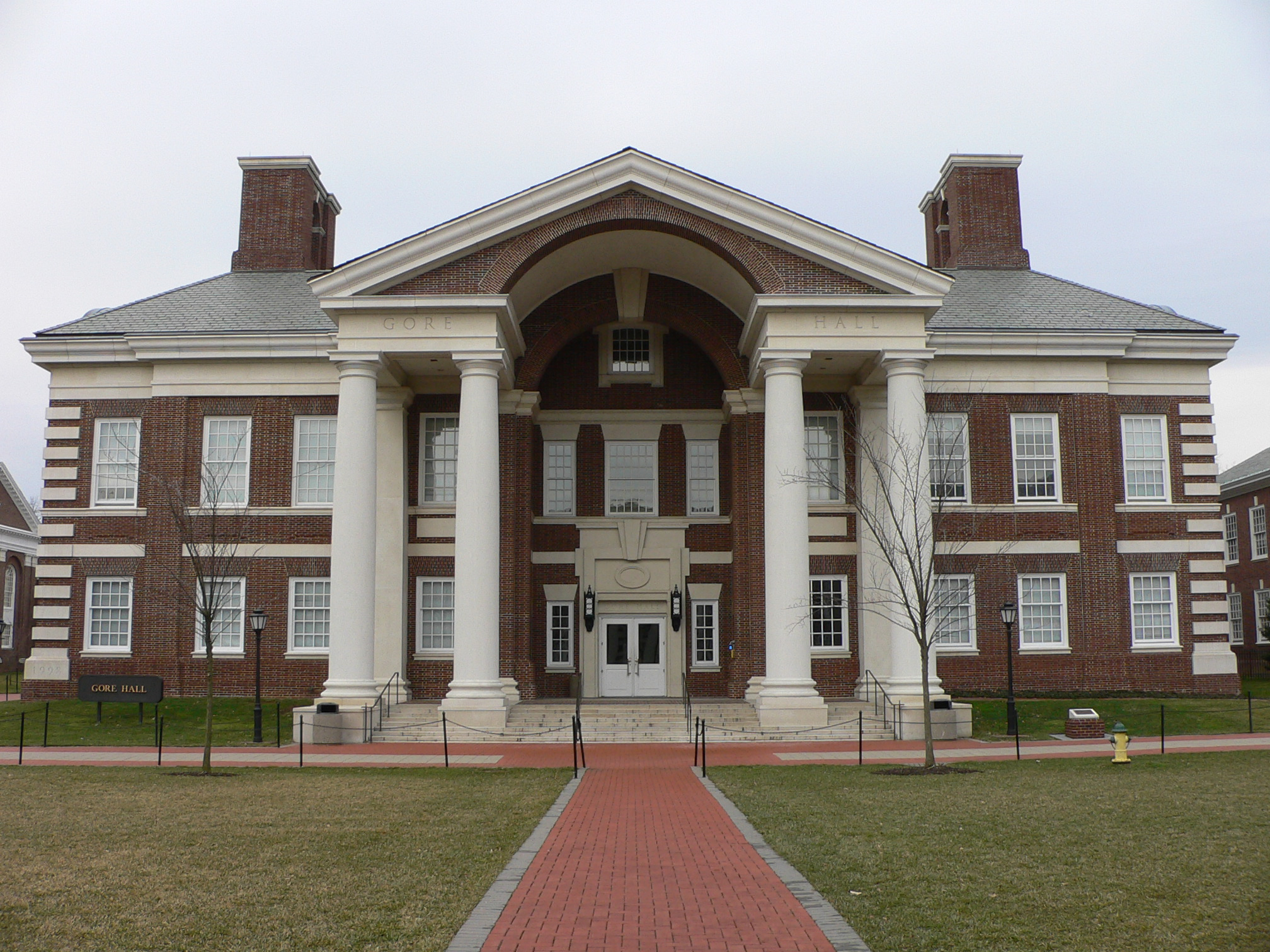
A Gore Hall

## Fordítás
- Ez a szócikk részben vagy egészben  az   University of Delaware című német Wikipédia-szócikk ezen változatának fordításán alapul.  Az eredeti cikk szerkesztőit annak laptörténete sorolja fel. Ez a jelzés csupán a megfogalmazás eredetét és a szerzői jogokat jelzi, nem szolgál a cikkben szereplő információk forrásmegjelöléseként.